# Довга s

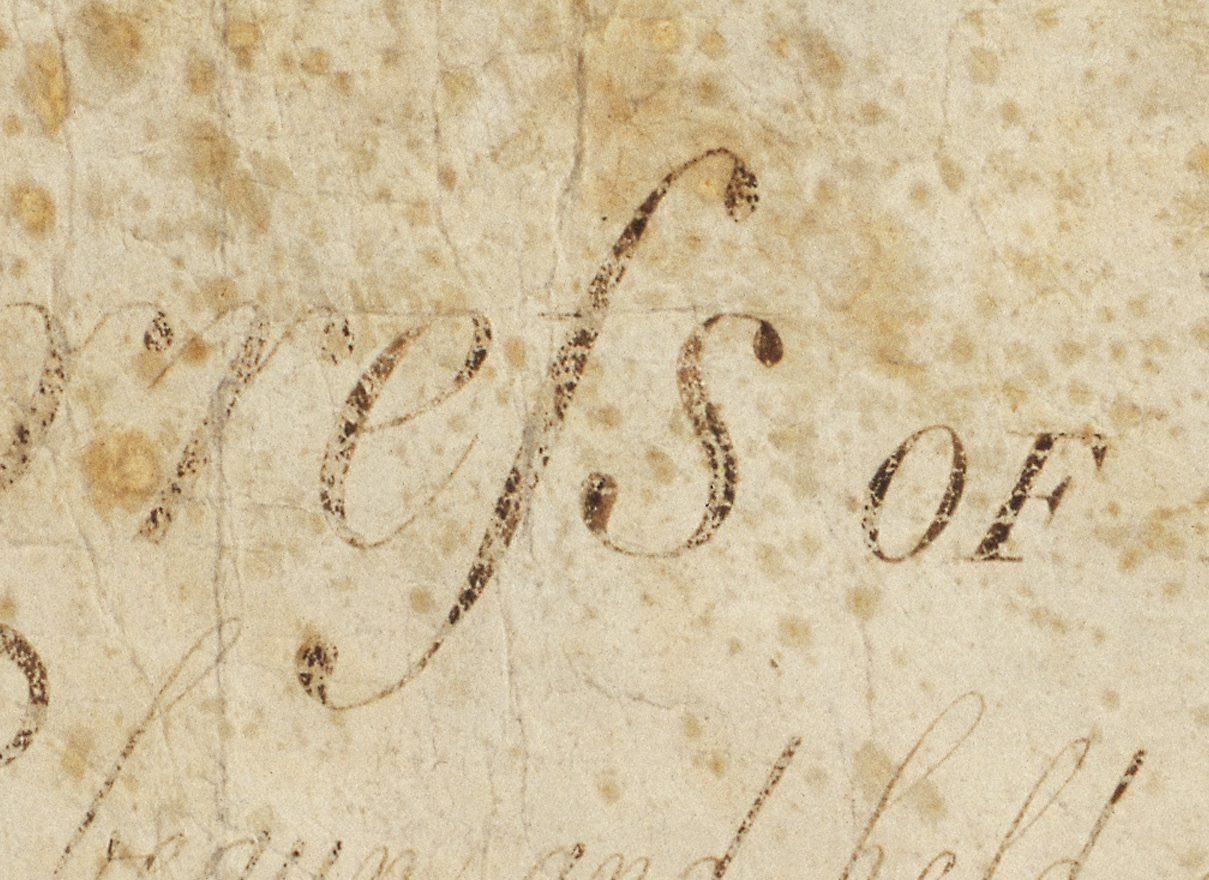
Курсивна довга s вживана в слові Congress у Біллі про права (США).

Довга s ( ſ ) — застаріла форма малої літери s. Її писали на початку слів або першою у сполученні двох s, наприклад: "ſinfulneſs" проти "sinfulness" і "ſucceſs" проти "success".
Довга s це також основа першої частини графеми або лігатури ß у німецькій абетці. Сучасна літера s відома як коротка, кінцева або округла s.

## Правила вжитку довгої s в англійській мові
Ось неповний перелік правил вжитку літери s у книжках, що друкувались у XVII і XVIII ст. в Англії, Валлії, Шотландії, Ірландії та в інших англомовних країнах (в рукописному тексті ці правила не застосовувались, написання довгої s обмежувалось позицією передування округлій s у середині чи наприкінці слова: aſsure, Bleſsings):
- у кінці слова та перед апострофом використовується округла s: is;
- перед і після літери f пишеться округла s, наприклад, offset, ſatisfaction;
- перед рискою в кінці рядка завжди пишеться довга s, наприклад: Shaftſ-bury;
- у XVII столітті округла s писалась попереду літер k і b, наприклад: ask, husband, у XVIII столітті у цих випадках вже пишуть довгу s: aſk та huſband;
- в інших випадках використовується довга s, наприклад: ſong, ſubſtitute;
- довга s зберігається в абревіатурах, як-от ſ. для ſubſtantive, і Geneſ. для Geneſis.[2]

## Історія

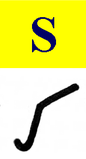
S у давньоримському скорописі.

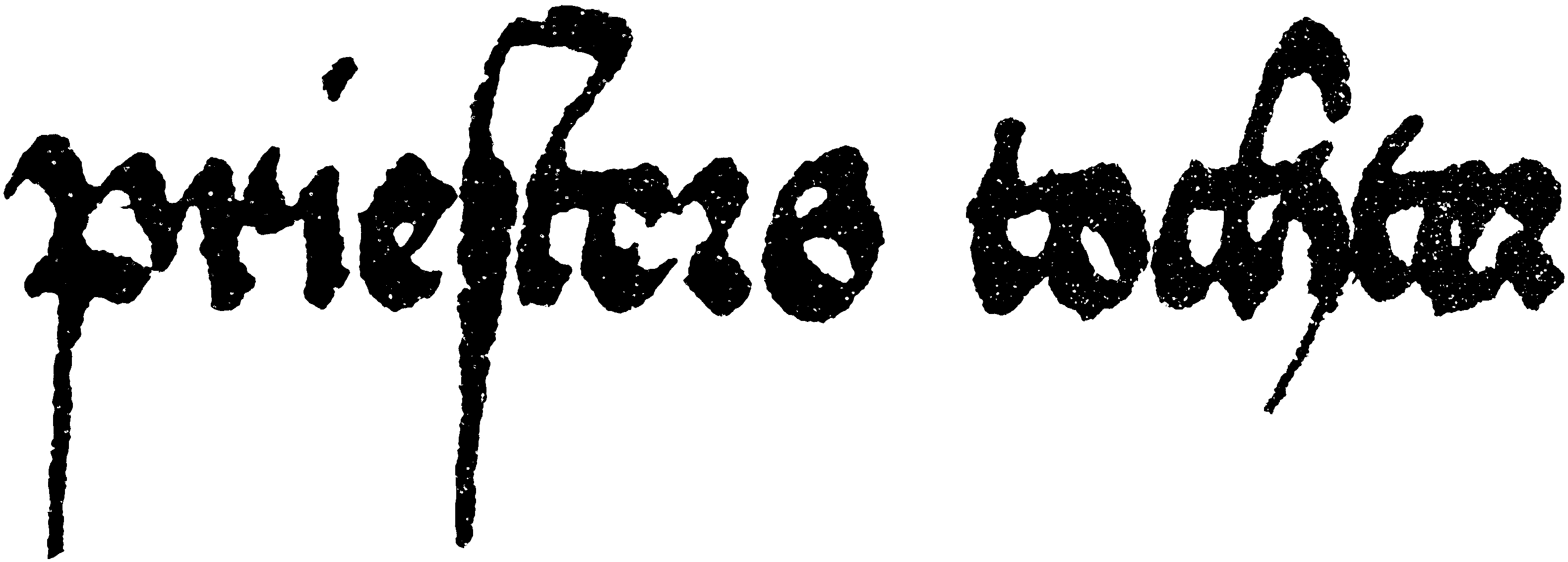
Німецький почерк Bastarda, 1496 р., присутні як довга так і округла s (а також r ротунда або округла) у слові "priesters".

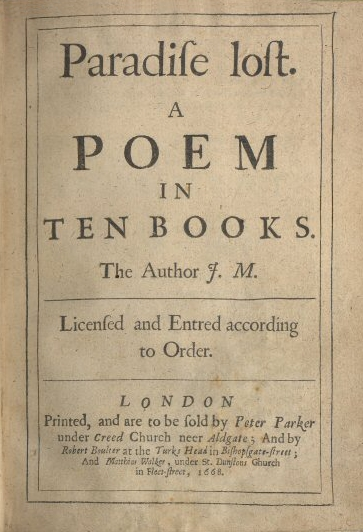
Титульний аркуш «Втраченого раю» Джона Мілтона, що містить також лігатуру "ſt".

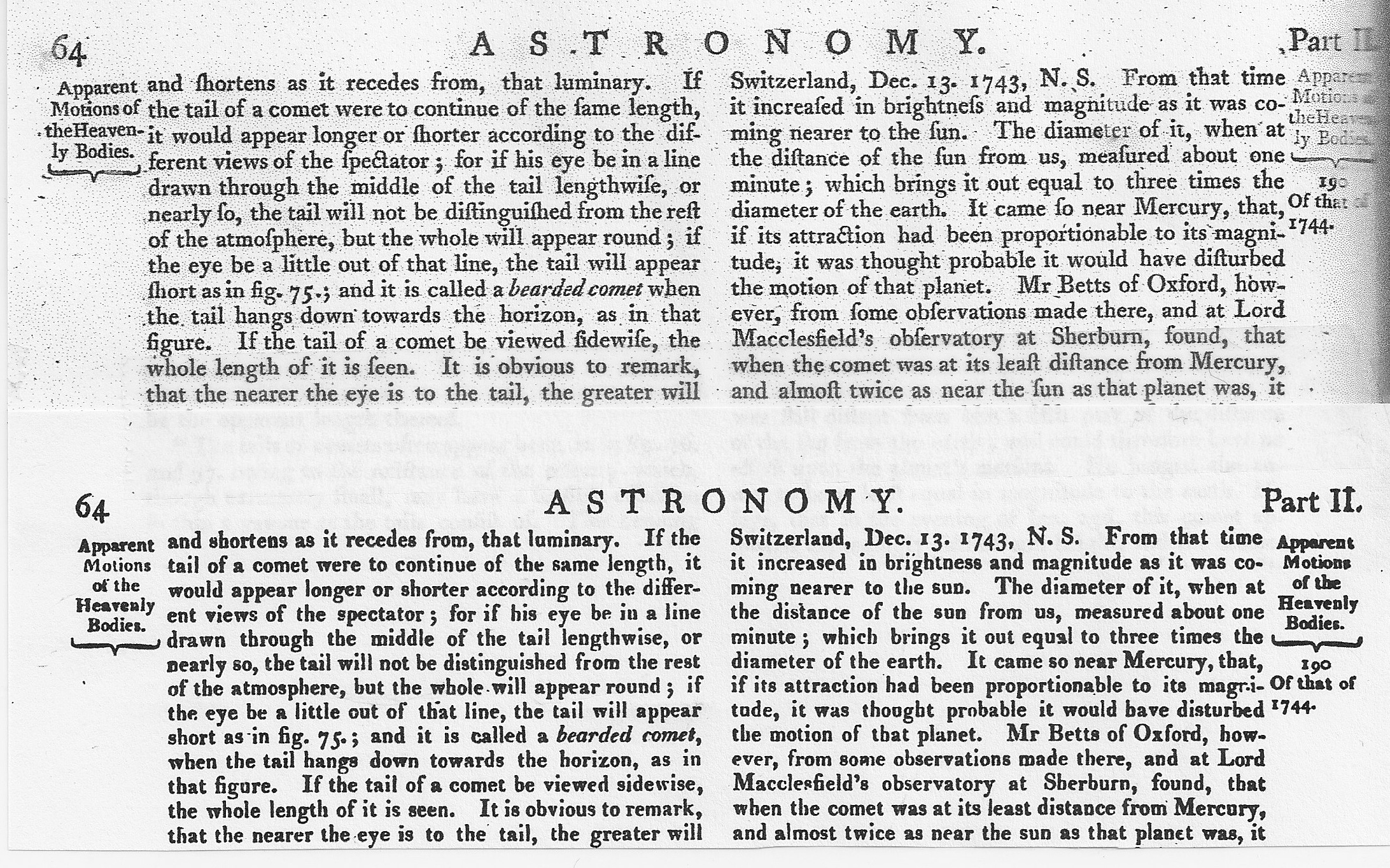
Порівняння 5-го видання Encyclopædia Britannica, 1817 р. (угорі) з 6-м виданням 1823 року; єдина відмінність (окрім усунення лігатури ct, як у слові "attraction") це усунення довгої s зі шрифту.

Довга s бере зачин від форми літери s у давньоримськім курсиві. Коли утвердилася різниця між великими і малими літерами, наприкінці восьмого століття, довга s набула вертикальнішої форми. У цю добу довгу s іноді писали наприкінці слів, але така практика швидко занепала, хоча й з'явилася знову в італійському друкарстві між 1465 та 1480 роками. Зважаючи на це, загальне правило про невживання довгої s наприкінці слів має нечисленні і архаїчні винятки. Подвоєння s у середині слова також писалося з першою довгою s і другою округлою s, як у "Miſsiſsippi". У німецькім друкарстві правила складніші: коротка s також пишеться в кінці кожного компонента в складеному слові; існують також докладніші правила для особливих випадків.

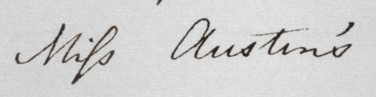
"Miss Austin's" — приклад рукописної довгої s у листі Шарлотти Бронте до Дж. Г. Льюїса, 12 січня 1848 року.

### Занепад вжитку
Довга s вийшла з ужитку в римськім та курсивних шрифтах у професійнім друці задовго до середини XIX століття. Вона вже зрідка трапляється у лондонськім друці високої якості після 1800, тримаючись у провінції до 1824, в рукописнім же вжитку довгу s можна побачити ще у другій половини XIX. У пізніший час літеру використовували у друці, щоб додати традиційності чи архаїчності, наприклад у збірках казань (проповідей).
Довга s швидко зникла з нових шрифтів у середині 1790-х років, більшість друкарів відкинули старі шрифти в перші роки XIX століття. Піонер друкарських шрифтів і видавець Джон Белл (1746—1831) доручив компанії Вільям Каслон створити для нього новий сучасний шрифт, саме йому часто приписують смерть довгої s. Ім'ям Белла названо викарбуваний 1788 року шрифт Bell.
В Іспанії округла s заступила довгу s у проміжок між 1760 і 1766 роками, наприклад, багатотомне видання «España Sagrada» здійснило заміну літери починаючи з 16-го тому (1762).
У Франції заміна відбулася між 1782 і 1793 роками.
Друкарі в Сполучених Штатах припинили вживати довгу s між 1795 та 1810 роками: наприклад, акти Конгресу друкувались із довгою s до 1803 року, перехід на коротку s відбувся 1804 року. «Енциклопедія Лоу» (Low's Encyclopaedia), що побачила світ між 1805 і 1811 роками, є приклад найпізнішого ужитку довгої s у Сполучених Штатах, передрук цього видання 1816 року — одне з останніх в Америці з таким вжитком.
Коли розпочалася англо-американська війна 1812, яскравою різницею постав ужиток округлої s у документі Конгресу Сполучених Штатів, що проголошував війну Сполученому Королівству, і відповідь Сполученого Королівства, де послідовно вжито довгу s.
По занепаду довгої s та її зникнення з друку на початку ХІХ століття вжиток цієї літери в рукописних текстах триває до другої половини століття. У рукописному вжитку у листуванні і в щоденниках спочатку довга s зникає в поодинокій позиції: у більшості рукописів вона передує округлій s у подвійному s, наприклад:
- Шарлотта Бронте у випадку подвійного s вживала довгу s у першій позиції (ſs), наприклад Miſs Austen у листі до Дж. Г. Льюїса 2 січня 1848 року; в інших листах, проте, вона використовує округлу s, наприклад у листі до свого батька Патріка Бронте[7].
- Едвард Лір регулярно вживав довгу s у своїх щоденниках в другій половині ХІХ століття; приклад з його щоденника 1884 року: Addreſsed[8].
- Вілкі Коллінз повсякденно використовував довгу s у подвійнім s (ſs) у листуванні, наприклад: mſs, needleſs у листі від 1 червня 1886 року до Даніеля С. Форда[9].

## Сучасний вжиток

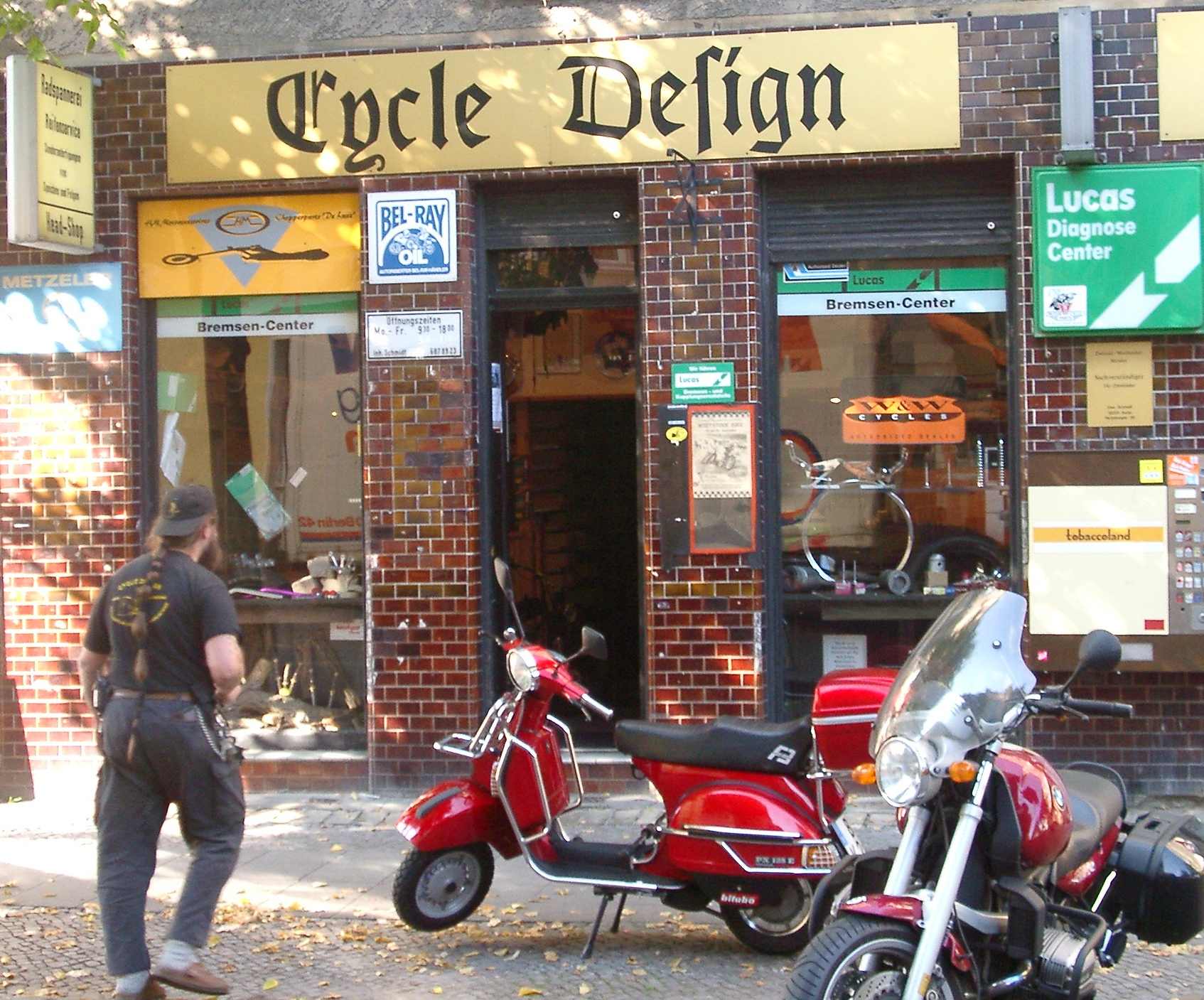
Cycle Deſign (Cycle Design) у Берліні, 2002 р.

Довга s збереглась у знакові інтеграла ∫, що використовується в диференціальнім та інтегральнім численні. Лейбніц запровадив знак інтеграла, взявши за основу першу літеру латинського слова summa "сума", яке він писав як ſumma. Такий вжиток знаку ∫ вперше з'явився в його праці De Geometria, опублікованій в Acta Eruditorum у червні 1686 р., але він уживав її в приватних рукописах щонайменше з 29 жовтня 1675 р. Інтеграл функції f на інтервалі [ a, b ] як
{\displaystyle \int _{a}^{b}f(x)\,dx.}
У лінгвістиці подібний знак ( ʃ "еш") використовується в Міжнародному фонетичному алфавіті, де він позначає глухий заясенний фрикативний звук.
У Скандинавії і німецькомовних країнах іноді й досі можна побачити на шильдах і логотипах довгу s у написах готичним шрифтом, наприклад логотипи норвезьких газет Aftenpoſten і Adresſeaviſen; логотип упаковки для фінських пастилок Siſu; і логотип Jägermeiſter.
Довга s існує в деяких сучасних цифрових шрифтах OpenType, Caslon, Garamond і Bodoni.
У туркменській абетці 1993 року ſ позначала звук / ʒ /; проте її замінили в 1995 році літерою ž. Великою літерою-відповідником був знак £, що його заступив згодом символ Ž.

## Зовнішні посилання
- A Simple Explanation of the Correct Usage of Long and Short S, Alice Moore, архів оригіналу за 3 серпня 2020, процитовано 28 березня 2020
- Mosley, James (Jan 2008), Long s, Type foundry (blog), архів оригіналу (Blogspot) за 20 лютого 2020, процитовано 28 березня 2020
- Long s, Classics, The Straight Dope, 6 листопада 1981, архів оригіналу за 4 вересня 2008, процитовано 28 березня 2020
- West, Andrew (June 2006), The Long and the Short of the Letter S, Babelstone (blog), архів оригіналу за 27 листопада 2019, процитовано 28 березня 2020
- The American Declaration of Independence with long s, NU: Unknown, архів оригіналу за 7 серпня 2020, процитовано 28 березня 2020